# Bataille de No Ryang
Vous lisez un « bon article » labellisé en 2008.
Guerre Imjin
Batailles
- Okpo
- Chilchonryang
- Myong-Yang
- Ulsan
- No Ryang

La bataille navale de No Ryang est la dernière bataille de la guerre d'Imjin, qui oppose la Corée de la dynastie Chosŏn et la Chine de la dynastie Ming à l'Empire japonais de Hideyoshi Toyotomi de 1592 à 1598. Les flottes belligérantes sont menées, du côté sino-coréen, par l'amiral Yi Sun-sin et par le Chinois Chen Lin, tandis que, du côté japonais, Shimazu Yoshihiro est le commandant de la flotte.
Elle se déroule le 16 décembre 1598 (19 novembre 1598 dans le calendrier lunaire) et se conclut par la victoire de la flotte des bateaux tortues de l'amiral Yi Sun-sin, qui périt au cours de la bataille, victime d'un tir d'arquebuse.
Cette bataille marque la première utilisation importante du Kòbuk-Sòn ou Keobukseon (bateau tortue), premier navire blindé à livrer bataille en haute mer. L'amiral Yi lui-même avait conçu les plans de ce navire, aujourd'hui perdus. Après cette défaite, les Japonais abandonnent provisoirement l'idée de conquérir la péninsule coréenne.

## Contexte: la guerre Imjin
Pour un article plus général, voir Guerre Imjin.
Après plusieurs revers maritimes et terrestres, l'armée japonaise a été repoussée vers son réseau de forteresses wajō (和城, waeseong en coréen), situées sur la côte sud-est de la péninsule coréenne. Cependant, les wajō ne peuvent accueillir la totalité de l'armée japonaise. Aussi, en juin 1598, Hideyoshi Toyotomi ordonne à environ 70 000 hommes de retourner au Japon. Le 18 septembre de la même année, Hideyoshi meurt au château Fushimi de Kyoto. Ses derniers ordres concernent le retrait des forces de garnison restantes du réseau de wajō. Cependant, à cause de la forte présence de navires Chosŏn et Ming, les soldats japonais ne peuvent rejoindre le Japon et sont contraints à rester dans la relative sécurité de leurs forteresses.
La forteresse de Suncheon, la plus à l'ouest du réseau de wajō japonais, contient 14 000 soldats commandés par Konishi Yukinaga, qui fut le chef de l'avant-garde japonaise durant la première invasion en 1592. L'amiral Yi Sun-sin et Chen Lin bloquent la retraite de Konishi. Ce dernier tenta de convaincre Chen Lin de lever le blocus en lui envoyant de nombreux présents. Si ce dernier accepte de retirer la flotte sino-coréenne, l'amiral Yi, lui, refuse.
Le 15 décembre 1598, environ 20 000 soldats en provenance des wajō de Goseong, Sacheon et Namhae embarqués sur 500 navires, commencent à se masser à l'est du détroit de No Ryang et tentent de briser le blocus de Suncheon. Le commandant de cette flotte est Shimazu Yoshihiro, chef du wajō de Sacheon.
L'objectif de la flotte sino-coréenne est d'empêcher la rencontre entre les forces de Shimazu et celles de Konishi, aussi elle barre la route à la flotte de Shimazu. L'objectif de Shimazu par contre est de remonter le détroit de No Ryang et de rejoindre l'armée de Konishi avant de se retirer sur Pusan. Shimazu sait que Konishi pourrait tenter de créer des dissensions entre les alliés sino-coréens, et espère que la flotte ennemie serait occupée ailleurs ou à maintenir le blocus, se rendant vulnérable à une attaque sur un autre front.

## Prélude direct à l'affrontement

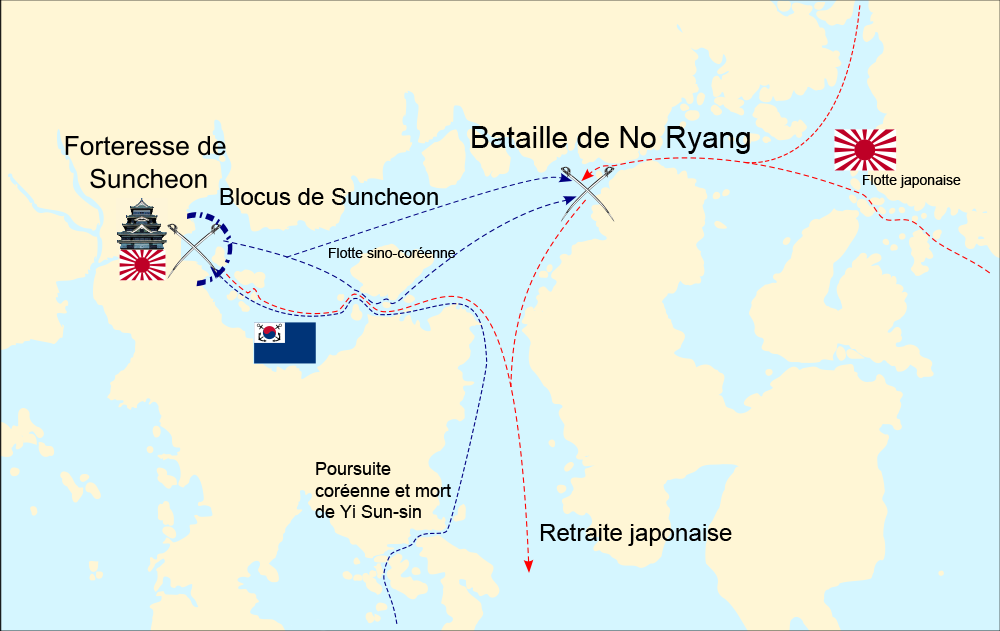
Carte schématisant le déroulement de la bataille.

### Avant le début de la bataille
Le 15 décembre, une vaste flotte japonaise se masse dans la baie de Sacheon à l'embouchure est du détroit de No Ryang. Shimazu n'est cependant pas sûr de la position de la flotte sino-coréenne. Selon lui, elle peut soit avoir poursuivi le blocus du wajō de Konishi dans le but d'attaquer un autre wajō abandonné plus à l'est, soit tenter de barrer la route des Japonais au niveau de l'embouchure ouest du détroit.[réf. nécessaire] La flotte de Shimazu ayant été repérée un peu plus tôt, Chen Lin ordonne de se préparer pour une bataille de nuit, mais l'engagement se produit finalement vers 10 heures du matin.

### Forces en présence
Le gros de la flotte sino-coréenne est constitué de 82 navires lourd coréens, essentiellement des panokseons et probablement quelques keobukseons. Deux types de navires chinois sont disposés entre ceux-ci : six jonques de guerre, mues par avirons et voiles, et 57 galères de guerre légères uniquement mues par des avirons (navires habituellement utilisés pour le transport mais utilisés ici au combat[réf. nécessaire]). L'ensemble est divisé en trois escadres, Yi Sun-sin commandant l'aile droite avec 2 600 soldats chinois en plus de ses propres troupes, Chen Lin au centre et Deng Zilong (en) à gauche. Les navires sont pourvus de canons, de mortiers, d'archers et d'arquebusiers. La flotte japonaise est plus nombreuse, mais en grande partie constituée de navires légers de transport de troupes. La flotte sino-coréenne est donc en large infériorité numérique, mais ses navires ont une puissance de feu supérieure et des structures plus solides.

## Déroulement de la bataille

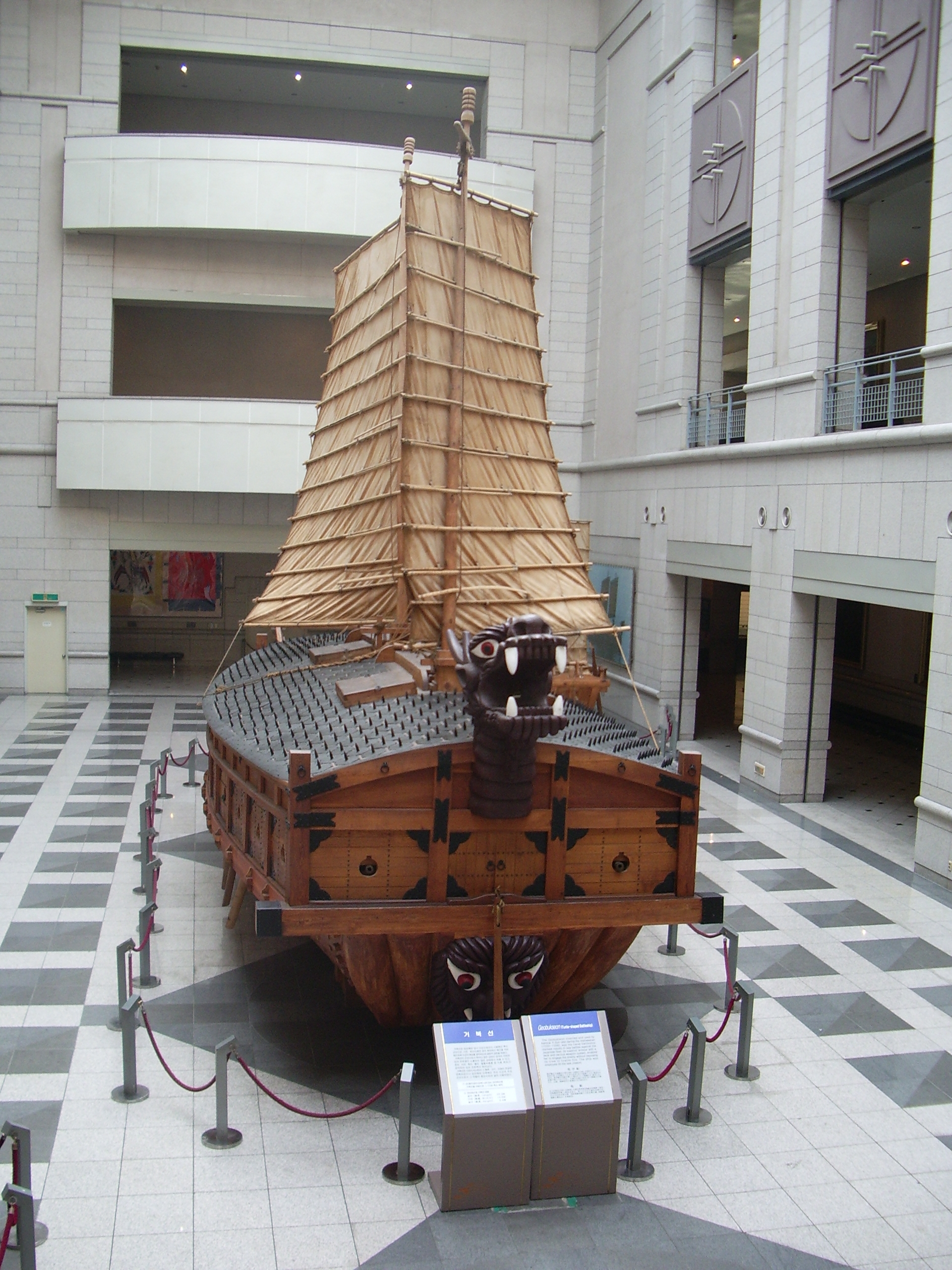
Un bateau-tortue (ou keobukseon) de l'amiral Yi Sun-sin, exposé au musée de la Guerre de Séoul.

### Première phase
La flotte sino-coréenne attend Shimazu à l'embouchure ouest du détroit de No Ryang. La bataille débute dans la matinée du 16 décembre 1598.
Comme lors des batailles précédentes de l'amiral Yi, les Japonais sont incapables de répondre aux attaques des canons chinois et coréens qui les empêchent de bouger. L'étroitesse du détroit limite également la manœuvrabilité.
Lorsque la flotte japonaise est significativement endommagée, Chen Lin ordonne à sa flotte d'engager la mêlée. Cependant, cela permet aux arquebusiers japonais d'utiliser leurs tactiques traditionnelles d'abordage. Lorsque le vaisseau amiral de Chen Lin est attaqué, Yi Sun-sin ordonne à sa propre flotte d'engager également le corps à corps.
Song Hui-rip, capitaine du vaisseau amiral de Yi Sun-sin, est touché au casque par une balle d'arquebuse et tombe dans le coma. Les navires sont si proches que les Coréens peuvent lancer du bois enflammé sur le pont des vaisseaux japonais. Les tirs d'arquebuse japonais forcent les marins chinois à se baisser. Plusieurs navires abordent le vaisseau amiral de Chen Lin et, dans le corps à corps qui suit, le fils du commandant chinois est grièvement blessé par un coup d'épée destiné à son père. En voyant que Chen Lin est en difficulté, Deng Zilong, l'autre commandant Ming, et 200 hommes de sa garde personnelle sont transférés sur un panokseon coréen (un des deux qu'Yi avait offert aux Chinois) et part à son secours.
Cependant, plusieurs vaisseaux Ming, confondant le panokseon avec un navire japonais, ouvrent le feu sur lui et l'endommagent. Le navire dérive jusqu'à des vaisseaux japonais qui l'abordent et tuent tout son équipage, dont Deng Zilong.

### Deuxième phase

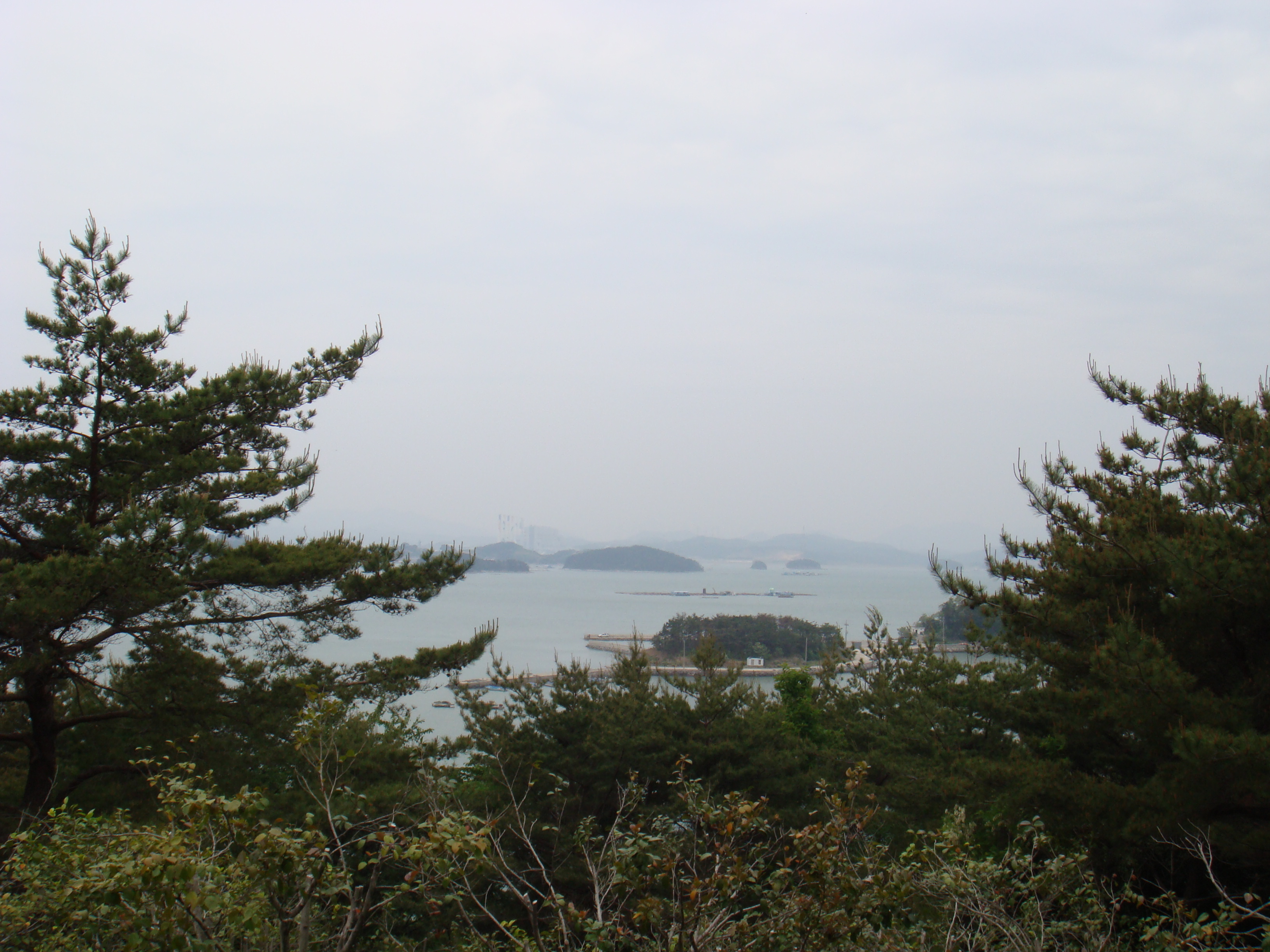
Gwaneumpo.

Vers le milieu de la bataille, lorsque l'aube s'apprête à poindre, plus de la moitié des navires de Shimazu ont été coulés ou capturés par la flotte sino-coréenne. On dit que le vaisseau amiral de Shimazu Yoshihiro a été coulé et que Shimazu lui-même s'est agrippé à un bout de bois tandis que, au moyen de grappins, des soldats chinois ont tenté de monter à bord du navire. Des vaisseaux japonais viennent au secours de Shimazu et le mettent en sécurité. Au cours du combat, les vaisseaux s'affrontent tout le long du détroit, de l'embouchure ouest à l'embouchure est. Les navires japonais subissent de gros dommages et commencent à battre en retraite le long de la côté méridionale de l'île de Namhae, près de Pusan.

### Troisième phase et mort de Yi Sun-sin
À l'issue de la bataille, la flotte japonaise bat en retraite. L'amiral Yi ordonne la poursuite,. Lors de celle-ci, il reçoit un tir d'arquebuse au niveau de l'aisselle gauche venant d'un navire japonais. Conscient que le coup est mortel, il aurait alors murmuré « La bataille est à son paroxysme, n'annoncez pas ma mort… » avant de rendre l'âme.
Son fils aîné Yi Hoe et son neveu Yi Wan auraient alors pris son corps pour le transporter dans sa cabine avant qu'un soldat ne remarque la mort de l'amiral. Pour poursuivre la bataille, Yi Wan aurait alors revêtu la cuirasse de son oncle et annoncé par tambour de guerre au reste de la flotte que le combat continuait.
Le vaisseau amiral vient au secours du navire du commandant chinois Chen Lin, en mauvaise posture à cet instant de la bataille. Ce dernier aurait alors demandé à voir l'amiral Yi pour le remercier personnellement, mais rencontre à la place Yi Wan qui lui annonce la mort de Yi Sun-sin. Chen Lin aurait été tellement choqué par cette annonce qu'il serait tombé trois fois par terre, avant de se marteler la poitrine, en larmes.
La nouvelle de la mort de l'amiral se répand rapidement dans la flotte alliée et les marins et soldats des deux flottes auraient alors poussé de nombreux cris de lamentations.

## Bilan
Sur les 500 navires japonais sous le commandement de Shimazu, on estime qu'une centaine sont capables de rallier le port de Pusan. Konishi Yukinaga quitte sa forteresse le 16 décembre et parvient avec ses hommes à s'enfuir par la mer au niveau du sud de l'île de Namhae, contournant le détroit de No Ryang et la bataille. Bien qu'il sache que la bataille faisait rage, il ne vient pas en aide à Shimazu. Toutes les forteresses wajō sont abandonnées et les forces terrestres sino-coréennes avancent pour les conquérir. Konishi, Shimazu, Kiyomasa Katô et d'autres généraux japonais de l'armée japonaise se réunissent à Pusan, puis se retirent vers le Japon le 21 décembre 1598. Les derniers navires retournent au Japon le 24 décembre, mettant fin à sept ans de guerre.
Le corps de Yi Sun-sin est emporté dans son village d'Asan pour être brûlé selon la tradition coréenne. Il est honoré dans tout le royaume Chosŏn. Il reçoit à titre posthume le rang de ministre du Droit. Des sanctuaires, officiels ou pas, sont construits en hommage à Yi sur tout le territoire coréen. En 1643, Yi Sun-sin reçoit le titre de Chungmugong (« seigneur de la Valeur fidèle »).
Chen Lin livre un éloge à l'amiral Yi en assistant à ses funérailles. Il retourne ensuite en Chine pour y recevoir les plus grands honneurs militaires accordés à un commandant Ming durant la guerre d'Imjin.

## Dans la culture

### Jeu vidéo
- La bataille de No Ryang fait partie des batailles jouables dans Age of Empires II: DE.

### Sources bibliographiques
- (en) Samuel Hawley, The Imjin War, université de Berkeley (ISBN 978-8-995-44242-5).
- (en) Yu Sŏngnyong (trad. Choi Byung-hyon), The Book of Corrections : reflections on the national crisis during the Japanese invasion of Korea, 1592-1598, université de Berkeley.
- (en) Stephen Turnbull, Samurai Invasion: Japan's Korean War, Cassel, 2002 (ISBN 978-0-304-35948-6)
- (en) ? (trad. Ha Tae-hung), Imjin Changch'o : Admiral Yi Sun-sin's memorials to court, Presse de l'université de Yonsei., 1981